# Vangaindrano (distrikt)
Vangaindrano District är ett distrikt i Madagaskar.   Det ligger i regionen Atsimo-Atsinananaregionen, i den södra delen av landet, 500 km söder om huvudstaden Antananarivo.